# Piornal
Piornal est une commune de la province de Cáceres dans la communauté autonome d'Estrémadure en Espagne.

## Sports
L'ascension de l'alto de Piornal, classée en 1re catégorie, fut programmée à deux reprises lors de la 18e étape du Vuelta 2022. Remco Evenepoel remportait cette étape, consolidant du même coup son maillot rouge de leader.
Elle est de nouveau au programme de la 4e étape du Vuelta 2024. Sylvain Moniquet le franchit en tête dans un groupe d'échappés.

## Toponymie
Piornal doit son nom à l'abondance dans la commune du piorno (Cytisus oromediterraneus). Le nom Piornal est déjà enregistré au milieu du XIIIe siècle, concrètement en 1254, où il figure dans une bulle du pape Innocent IV.